# Copenhagen Suborbitals

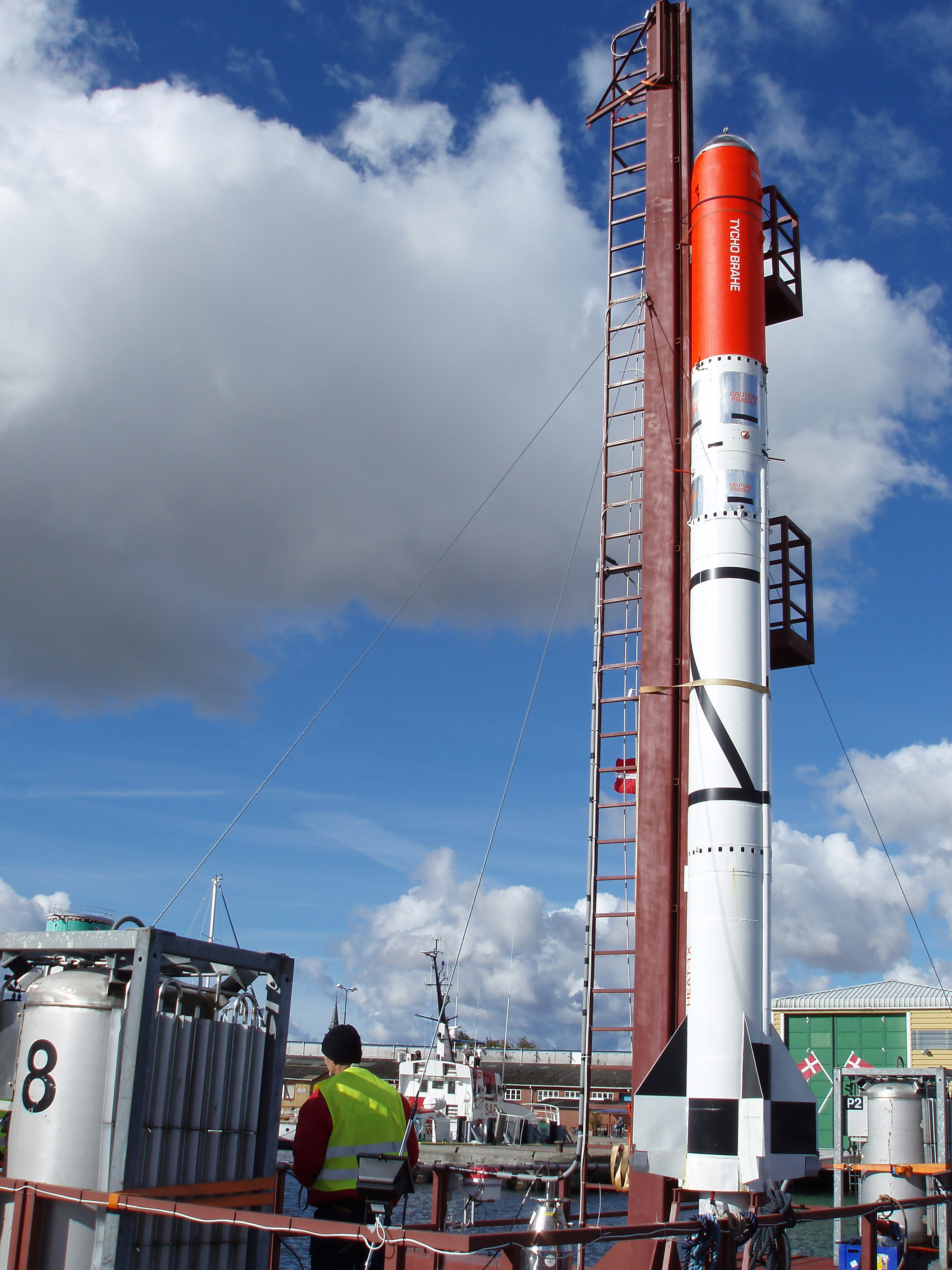
Тихо Браге (помаранчевий) з Heat 1X-ракета (білий)

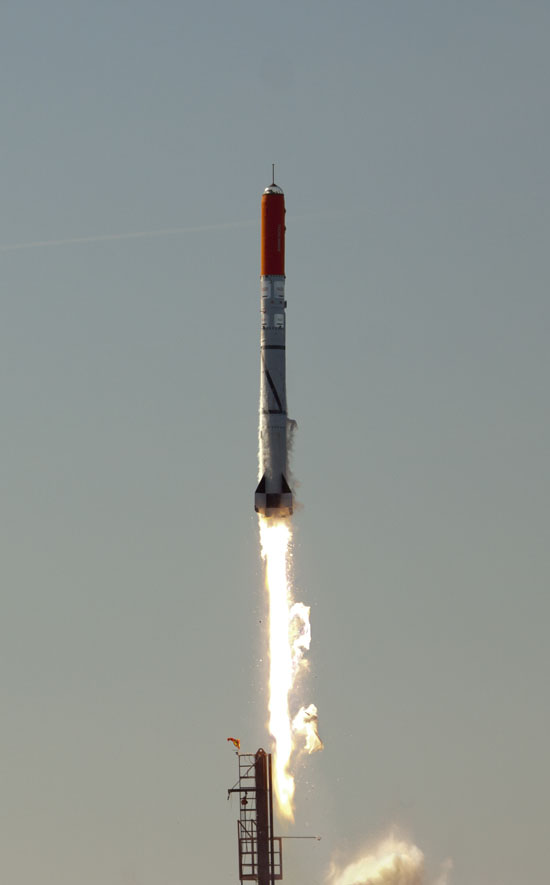
Зліт Тихо Браге (помаранчевий) на ракеті-носії Heat 1X (білий)

Copenhagen Suborbitals — данська компанія, заснована 2008, створила аматорський апарат Heat 1X Tycho Brahe, що складається з ракети-носія HEAT і капсули Тихо Браге, перший запуск планувалося здійснити 2010, невдала спроба відбулася 2011.

## Мета
З'ясувати можливість здійснити некерований політ ракети таких розмірів (повна злітна маса 1630 кг, висота 9,38 м); можливість здійснити запуск апарати таких розмірів зі спеціально збудованої морської платформи; можливість створити космічний апарат з найбільшим зовнішнім діаметром 0,65 м, здатний підтримувати життєдіяльність людини.
Для перевірки ракета-носій HEAT запускалася разом з капсулою Тихо Браге під назвою Heat 1X Tycho Brahe.

## Запуски

### 5 вересня 2010 року

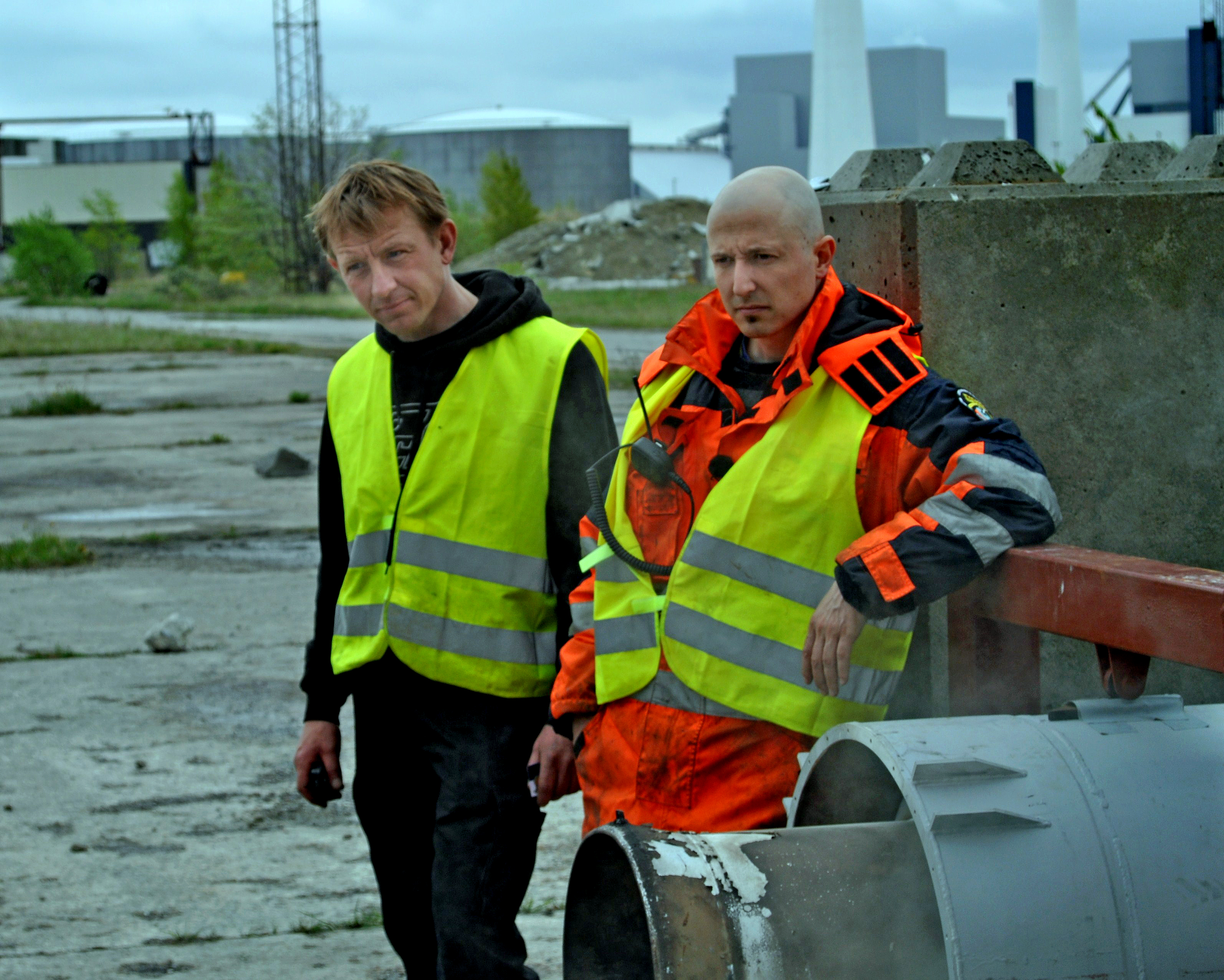
Петер Массен й Крістіан фон Бенгцон

Перший старт мав відбутися 5 вересня 2010 року в Балтійському морі. Замість запуску двигуна з'явився дим. За попередніми даними вийшов з ладу клапан, який відповідає за подачу рідкого кисню. Старт відкладено до виправлення поломки.
Під час тестового польоту ракета-носій підніметься на висоту 30 км. Старт буде з морської платформи Sputnik, встановленої на приватному підводному човні Петера Мадсена.
На борту буде розміщений манекен людини.

### 3 червня 2011 року
Ракета піднялася на висоту 2,6 км. Надалі через несправність почала падати. Парашут розкрився не повністю. Тому апарат вдарився об воду, при цьому зазнавши удару в 26g. Затонув у Балтійському морі на глибині 80-90 м.